# Gotein-Libarrenx
Gotein-Libarrenx (Baskisch:Gotaine-Irabarne) is een gemeente in het Franse departement Pyrénées-Atlantiques (regio Nouvelle-Aquitaine) en telt 479 inwoners (2005). De plaats maakt deel uit van het arrondissement Oloron-Sainte-Marie. Ze ligt in de Baskische provincie Soule.

## Geografie
De oppervlakte van Gotein-Libarrenx bedraagt 11,6 km², de bevolkingsdichtheid is 41,3 inwoners per km².
De onderstaande kaart toont de ligging van Gotein-Libarrenx met de belangrijkste infrastructuur en aangrenzende gemeenten.

## Demografie
Onderstaande figuur toont het verloop van het inwonertal (bron: INSEE-tellingen).

De trinitaire kerk van Gotein